# Lomnička u Tišnova
Lomnička (deutsch Lomnitschka, 1939–45 Klein Lomnitz) ist eine Gemeinde in Tschechien. Sie liegt zwei Kilometer nördlich von Tišnov und gehört zum Okres Brno-venkov.

## Geographie
Lomnička befindet sich am Übergang der Böhmisch-Mährischen Höhe zur Boskowitzer Furche. Das Dorf liegt in einem Talkessel an der Einmündung des Baches Lomnička in den Besének. Gegen Norden erstreckt sich der Naturpark Svratecká hornatina. Nordöstlich erheben sich der Rejholec (449 m) und die Kopanina (462 m), im Osten der Stanovisko (484 m), südlich der Čimperek (345 m), im Südwesten die Malá skála (387 m), Květnice (469 m) und Dřínová (379 m), westlich der Dranč (407 m) und im Nordwesten die Jahodná (532 m) und Lysá (455 m).
Nachbarorte sind Šerkovice im Norden, Jamné, Hájek und Hajánky im Nordosten, Samotín und Stanovisko im Osten, Železné im Südosten, Tišnov im Süden, Předklášteří, Mezihoří, Střemchoví und Dolní Loučky im Südwesten, Štěpánovice im Westen sowie Nové Štěpánovice, Vrby und Řepka im Nordwesten.

## Geschichte
Die erste schriftliche Erwähnung des Dorfes Lomnice erfolgte am 12. Juni 1235 in der Schenkungsurkunde der Königinwitwe Konstanze an das von ihr gegründete Kloster Porta Coeli. Zuvor hatte Konstanze ihren Sohn Markgraf Přemysl mit 100 Pfund Silber für das ursprünglich in seinem Besitz befindliche Dorf entschädigt. Mit der am 27. August 1235 in Perugia durch Papst Gregor IX. ausgestellten Bestätigungsurkunde des Klosters wurde Lomnice als klösterliches Gut bestätigt. Seit dieser Zeit gehörte der Ort immer zum Besitz des Klosters, das hier einen Vorwerkshof unterhielt. Im Laufe der Zeit wurde das Dorf als Lominiz, Lomniczka und Lomnitschka bezeichnet. 1782 wurde das Kloster im Zuge der Josephinischen Reformen durch Kaiser Joseph II. aufgehoben und seine Güter unter die Verwaltung der böhmischen Krone gestellt. Diese verkaufte die Herrschaft Porta Coeli 1799 an Wilhelm von Mundy. Im Jahre 1793 bestand das Dorf aus 26 Häusern und hatte 255 Einwohner. 1821 veräußerte Johann von Mundy die Herrschaft an Friedrich Schell von Wittinghoff. 1839 lebten in Lomnitschka 241 Menschen.
Nach der Aufhebung der Patrimonialherrschaften bildete Lomnitschka ab 1850 eine Gemeinde im Brünner Bezirk und Gerichtsbezirk Tischnowitz. 1861 erwarb das Kloster St. Marienthal die Güter von der Witwe Schell. Im Jahre 1869 hatte das Dorf 456 Einwohner. Seit 1896 gehörte die Gemeinde zum neu gebildeten Bezirk Tischnowitz. Seit 1924 trägt die Gemeinde den Namen Lomnička. 1930 bestand das Dorf aus 69 Häusern und hatte 371 Einwohner. Nach der Auflösung des Okres Tišnov kam Lomnička mit Beginn des Jahres 1961 zum Okres Brno-venkov. Zwischen 1980 und 1990 war das Dorf nach Tišnov eingemeindet. Seit 2000 führt die Gemeinde ein Wappen und Banner. Im Jahre 2007 bestand Lomnička aus 140 Häusern und hatte 430 Einwohner.
In Lomnička lebt der abstrakte Maler Petr Kvíčala, sein Atelier befindet sich in Brno.

## Gemeindegliederung
Für die Gemeinde Lomnička sind keine Ortsteile ausgewiesen.

## Sehenswürdigkeiten
- Kapelle des hl. Friedrich von Utrecht, errichtet 1852 durchauf Kosten Friedrich Schell von Schellenberg anstelle eines spätbarocken Vorgängerbaus aus dem Jahre 1752. Die alte Kapelle entstand an einem Brunnen.
- Betsäule auf dem Čimperek, errichtet 1866 zu Gedenken an das Gefecht zwischen preußischen und österreichischen Truppen während des Deutschen Krieges.
- mehrere Kreuze
- Naturdenkmal Květnice, südwestlich des Dorfes

## Söhne und Töchter der Gemeinde
- Antonín Machát (1880–1967), Funktionär der tschechischen Minderheit in Wien